# Lista över fornlämningar i Säffle kommun (By)
Lista över fornlämningar i Säffle kommun (By) är en förteckning av ett urval av de fornlämningar som finns i By i Säffle kommun.
| Namn                               | Lämningstyp                 | Tillkomsttid | Historisk indelning | Plats | Läge                 | ID-nr          | Bild                                 |
| ---------------------------------- | --------------------------- | ------------ | ------------------- | ----- | -------------------- | -------------- | ------------------------------------ |
| By 1:1                             | Hög                         |              | By, Värmland        |       | 59.125707, 12.931929 | 10305500010001 | Ladda upp en bild av detta fornminne |
| By 1:2                             | Stensättning                |              | By, Värmland        |       | 59.125766, 12.932026 | 10305500010002 | Ladda upp en bild av detta fornminne |
| By 4:1                             | Hög                         |              | By, Värmland        |       | 59.113246, 12.940846 | 10305500040001 | Ladda upp en bild av detta fornminne |
| By 6:1                             | Gravfält                    |              | By, Värmland        |       | 59.108493, 12.951585 | 10305500060001 | Ladda upp en bild av detta fornminne |
| By 8:1                             | Gravfält                    |              | By, Värmland        |       | 59.108373, 12.944187 | 10305500080001 | Ladda upp en bild av detta fornminne |
| By 9:1                             | Hög                         |              | By, Värmland        |       | 59.107663, 12.945824 | 10305500090001 | Ladda upp en bild av detta fornminne |
| By 11:1                            | Gravfält                    |              | By, Värmland        |       | 59.111400, 12.929247 | 10305500110001 | Ladda upp en bild av detta fornminne |
| By 12:1                            | Gravfält                    |              | By, Värmland        |       | 59.112457, 12.927249 | 10305500120001 | Ladda upp en bild av detta fornminne |
| By 16:1                            | Stenkammargrav              |              | By, Värmland        |       | 59.115402, 12.956994 | 10305500160001 | Ladda upp en bild av detta fornminne |
| By 18:1                            | Stenkammargrav              |              | By, Värmland        |       | 59.125112, 12.945938 | 10305500180001 | Ladda upp en bild av detta fornminne |
| By 19:1                            | Gravfält                    |              | By, Värmland        |       | 59.099378, 12.942390 | 10305500190001 | Ladda upp en bild av detta fornminne |
| By 20:1                            | Stenkammargrav              |              | By, Värmland        |       | 59.104104, 12.918777 | 10305500200001 | Ladda upp en bild av detta fornminne |
| By 21:1                            | Stenkammargrav              |              | By, Värmland        |       | 59.090756, 12.941007 | 10305500210001 | Ladda upp en bild av detta fornminne |
| By 22:1                            | Stenkammargrav              |              | By, Värmland        |       | 59.120026, 12.966110 | 10305500220001 | Ladda upp en bild av detta fornminne |
| By 23:1                            | Hällristning                |              | By, Värmland        |       | 59.075501, 12.956058 | 10305500230001 | Ladda upp en bild av detta fornminne |
| By 24:1                            | Röse                        |              | By, Värmland        |       | 59.083561, 12.930571 | 10305500240001 | Ladda upp en bild av detta fornminne |
| By 25:1                            | Hög                         |              | By, Värmland        |       | 59.131207, 12.922608 | 10305500250001 | Ladda upp en bild av detta fornminne |
| By 26:1                            | Stenkrets                   |              | By, Värmland        |       | 59.070539, 12.961982 | 10305500260001 | Ladda upp en bild av detta fornminne |
| By 27:1                            | Röse                        |              | By, Värmland        |       | 59.080204, 12.930551 | 10305500270001 | Ladda upp en bild av detta fornminne |
| By 28:1                            | Stensättning                |              | By, Värmland        |       | 59.077400, 12.938344 | 10305500280001 | Ladda upp en bild av detta fornminne |
| By 29:1                            | Stenkammargrav              |              | By, Värmland        |       | 59.068433, 12.936302 | 10305500290001 | Ladda upp en bild av detta fornminne |
| By 30:1                            | Stensättning                |              | By, Värmland        |       | 59.080952, 12.925090 | 10305500300001 | Ladda upp en bild av detta fornminne |
| By 30:2                            | Stensättning                |              | By, Värmland        |       | 59.080514, 12.924584 | 10305500300002 | Ladda upp en bild av detta fornminne |
| By 30:3                            | Hällristning                |              | By, Värmland        |       | 59.080840, 12.924883 | 10305500300003 | Ladda upp en bild av detta fornminne |
| By 31:1                            | Stensättning                |              | By, Värmland        |       | 59.078847, 12.929931 | 10305500310001 | Ladda upp en bild av detta fornminne |
| By 31:2                            | Stensättning                |              | By, Värmland        |       | 59.078746, 12.929981 | 10305500310002 | Ladda upp en bild av detta fornminne |
| By 32:1                            | Röse                        |              | By, Värmland        |       | 59.038419, 12.913904 | 10305500320001 | Ladda upp en bild av detta fornminne |
| By 32:2                            | Röse                        |              | By, Värmland        |       | 59.038396, 12.913477 | 10305500320002 | Ladda upp en bild av detta fornminne |
| By 33:1                            | Stenkammargrav              |              | By, Värmland        |       | 59.077367, 12.910216 | 10305500330001 | Ladda upp en bild av detta fornminne |
| By 33:2                            | Stenkammargrav              |              | By, Värmland        |       | 59.077645, 12.910252 | 10305500330002 | Ladda upp en bild av detta fornminne |
| By 34:1                            | Stensättning                |              | By, Värmland        |       | 59.075013, 12.922556 | 10305500340001 | Ladda upp en bild av detta fornminne |
| By 34:2                            | Stensättning                |              | By, Värmland        |       | 59.074878, 12.922281 | 10305500340002 | Ladda upp en bild av detta fornminne |
| By 36:1                            | Röse                        |              | By, Värmland        |       | 59.063438, 12.884381 | 10305500360001 | Ladda upp en bild av detta fornminne |
| By 37:1                            | Gravfält                    |              | By, Värmland        |       | 59.066070, 12.908002 | 10305500370001 | Ladda upp en bild av detta fornminne |
| By 38:1                            | Grav markerad av sten/block |              | By, Värmland        |       | 59.128053, 12.920487 | 10305500380001 | Ladda upp en bild av detta fornminne |
| By 39:1                            | Gravfält                    |              | By, Värmland        |       | 59.125640, 12.919472 | 10305500390001 | Ladda upp en bild av detta fornminne |
| By 40:1                            | Röse                        |              | By, Värmland        |       | 59.072480, 12.911508 | 10305500400001 | Ladda upp en bild av detta fornminne |
| By 40:2                            | Röse                        |              | By, Värmland        |       | 59.072327, 12.911412 | 10305500400002 | Ladda upp en bild av detta fornminne |
| By 41:1                            | Röse                        |              | By, Värmland        |       | 59.044612, 12.897142 | 10305500410001 | Ladda upp en bild av detta fornminne |
| By 41:2                            | Röse                        |              | By, Värmland        |       | 59.044657, 12.897411 | 10305500410002 | Ladda upp en bild av detta fornminne |
| By 42:1                            | Röse                        |              | By, Värmland        |       | 59.126636, 12.972176 | 10305500420001 | Ladda upp en bild av detta fornminne |
| By 42:2                            | Röse                        |              | By, Värmland        |       | 59.126597, 12.971735 | 10305500420002 | Ladda upp en bild av detta fornminne |
| By 43:1                            | Röse                        |              | By, Värmland        |       | 59.118136, 12.979436 | 10305500430001 | Ladda upp en bild av detta fornminne |
| By 43:2                            | Stensättning                |              | By, Värmland        |       | 59.118075, 12.980027 | 10305500430002 | Ladda upp en bild av detta fornminne |
| By 45:1                            | Stenkammargrav              |              | By, Värmland        |       | 59.096949, 12.969267 | 10305500450001 | Ladda upp en bild av detta fornminne |
| By 45:2                            | Stenkrets                   |              | By, Värmland        |       | 59.097016, 12.968871 | 10305500450002 | Ladda upp en bild av detta fornminne |
| By 46:1                            | Stenkammargrav              |              | By, Värmland        |       | 59.099208, 12.971963 | 10305500460001 | Ladda upp en bild av detta fornminne |
| By 46:2                            | Stenkammargrav              |              | By, Värmland        |       | 59.099097, 12.972196 | 10305500460002 | Ladda upp en bild av detta fornminne |
| By 50:1                            | Gravfält                    |              | By, Värmland        |       | 59.106056, 12.896387 | 10305500500001 | Ladda upp en bild av detta fornminne |
| By 51:1                            | Hög                         |              | By, Värmland        |       | 59.099316, 12.898977 | 10305500510001 | Ladda upp en bild av detta fornminne |
| By 52:1                            | Röse                        |              | By, Värmland        |       | 59.090839, 12.900090 | 10305500520001 | Ladda upp en bild av detta fornminne |
| By 52:2                            | Röse                        |              | By, Värmland        |       | 59.090613, 12.900281 | 10305500520002 | Ladda upp en bild av detta fornminne |
| By 53:1                            | Röse                        |              | By, Värmland        |       | 59.079589, 12.885841 | 10305500530001 | Ladda upp en bild av detta fornminne |
| By 55:1                            | Röse                        |              | By, Värmland        |       | 59.080067, 12.876235 | 10305500550001 | Ladda upp en bild av detta fornminne |
| By 55:2                            | Röse                        |              | By, Värmland        |       | 59.080665, 12.876722 | 10305500550002 | Ladda upp en bild av detta fornminne |
| By 56:1                            | Röse                        |              | By, Värmland        |       | 59.081190, 12.877583 | 10305500560001 | Ladda upp en bild av detta fornminne |
| By 57:1                            | Röse                        |              | By, Värmland        |       | 59.081476, 12.879378 | 10305500570001 | Ladda upp en bild av detta fornminne |
| By 58:1                            | Stenkammargrav              |              | By, Värmland        |       | 59.098364, 12.872602 | 10305500580001 | Ladda upp en bild av detta fornminne |
| By 59:1                            | Stensättning                |              | By, Värmland        |       | 59.161031, 12.887781 | 10305500590001 | Ladda upp en bild av detta fornminne |
| By 60:1                            | Röse                        |              | By, Värmland        |       | 59.158754, 12.905710 | 10305500600001 | Ladda upp en bild av detta fornminne |
| By 61:1                            | Stensättning                |              | By, Värmland        |       | 59.157971, 12.904793 | 10305500610001 | Ladda upp en bild av detta fornminne |
| By 61:2                            | Stensättning                |              | By, Värmland        |       | 59.158055, 12.904595 | 10305500610002 | Ladda upp en bild av detta fornminne |
| By 66:1                            | Stensättning                |              | By, Värmland        |       | 59.151781, 12.871038 | 10305500660001 | Ladda upp en bild av detta fornminne |
| By 68:1                            | Stenkammargrav              |              | By, Värmland        |       | 59.103732, 12.882580 | 10305500680001 | Ladda upp en bild av detta fornminne |
| By 69:1                            | Stensättning                |              | By, Värmland        |       | 59.178729, 12.895515 | 10305500690001 | Ladda upp en bild av detta fornminne |
| By 70:1                            | Röse                        |              | By, Värmland        |       | 59.179671, 12.897695 | 10305500700001 | Ladda upp en bild av detta fornminne |
| By 71:1                            | Fornborg                    |              | By, Värmland        |       | 59.168883, 12.933541 | 10305500710001 | Ladda upp en bild av detta fornminne |
| (Berget kallas) Korpåsen (By 75:1) | Fornborg                    |              | By, Värmland        |       | 59.186254, 12.926267 | 10305500750001 | Ladda upp en bild av detta fornminne |
| By 76:1                            | Röse                        |              | By, Värmland        |       | 59.197197, 12.940542 | 10305500760001 | Ladda upp en bild av detta fornminne |
| By 76:2                            | Röse                        |              | By, Värmland        |       | 59.196969, 12.940152 | 10305500760002 | Ladda upp en bild av detta fornminne |
| By 77:1                            | Stensättning                |              | By, Värmland        |       | 59.195950, 12.938963 | 10305500770001 | Ladda upp en bild av detta fornminne |
| By 77:2                            | Stensättning                |              | By, Värmland        |       | 59.196334, 12.938939 | 10305500770002 | Ladda upp en bild av detta fornminne |
| By 77:3                            | Röse                        |              | By, Värmland        |       | 59.196125, 12.938551 | 10305500770003 | Ladda upp en bild av detta fornminne |
| By 78:1                            | Stenkammargrav              |              | By, Värmland        |       | 59.197256, 12.939244 | 10305500780001 | Ladda upp en bild av detta fornminne |
| By 79:1                            | Röse                        |              | By, Värmland        |       | 59.195403, 12.937904 | 10305500790001 | Ladda upp en bild av detta fornminne |
| By 79:2                            | Stensättning                |              | By, Värmland        |       | 59.195606, 12.937614 | 10305500790002 | Ladda upp en bild av detta fornminne |
| By 80:1                            | Hög                         |              | By, Värmland        |       | 59.077169, 12.981614 | 10305500800001 | Ladda upp en bild av detta fornminne |
| By 81:1                            | Stensättning                |              | By, Värmland        |       | 59.077795, 12.979942 | 10305500810001 | Ladda upp en bild av detta fornminne |
| By 83:1                            | Stenkammargrav              |              | By, Värmland        |       | 59.168343, 12.951905 | 10305500830001 | Ladda upp en bild av detta fornminne |
| By 85:1                            | Stenkammargrav              |              | By, Värmland        |       | 59.196070, 12.944842 | 10305500850001 | Ladda upp en bild av detta fornminne |
| By 86:1                            | Stensättning                |              | By, Värmland        |       | 59.194474, 12.938442 | 10305500860001 | Ladda upp en bild av detta fornminne |
| By 86:2                            | Stensättning                |              | By, Värmland        |       | 59.194223, 12.938114 | 10305500860002 | Ladda upp en bild av detta fornminne |
| By 87:1                            | Stenkammargrav              |              | By, Värmland        |       | 59.117763, 12.993201 | 10305500870001 | Ladda upp en bild av detta fornminne |
| By 94:1                            | Stensättning                |              | By, Värmland        |       | 59.101020, 12.891588 | 10305500940001 | Ladda upp en bild av detta fornminne |
| By 111:2                           | Hällristning                |              | By, Värmland        |       | 59.161897, 12.890338 | 10305501110002 | Ladda upp en bild av detta fornminne |
| By 123:1                           | Stensättning                |              | By, Värmland        |       | 59.154994, 12.912046 | 10305501230001 | Ladda upp en bild av detta fornminne |
| By 128:1                           | Stensättning                |              | By, Värmland        |       | 59.142328, 12.914466 | 10305501280001 | Ladda upp en bild av detta fornminne |
| By 129:1                           | Stenkrets                   |              | By, Värmland        |       | 59.114078, 12.873890 | 10305501290001 | Ladda upp en bild av detta fornminne |
| By 130:1                           | Stensättning                |              | By, Värmland        |       | 59.103959, 12.868507 | 10305501300001 | Ladda upp en bild av detta fornminne |
| By 158:1                           | Hög                         |              | By, Värmland        |       | 59.105209, 12.892464 | 10305501580001 | Ladda upp en bild av detta fornminne |
| By 158:2                           | Hög                         |              | By, Värmland        |       | 59.105288, 12.892381 | 10305501580002 | Ladda upp en bild av detta fornminne |
| By 158:3                           | Hög                         |              | By, Värmland        |       | 59.104932, 12.892439 | 10305501580003 | Ladda upp en bild av detta fornminne |
| By 158:4                           | Hög                         |              | By, Värmland        |       | 59.104878, 12.891965 | 10305501580004 | Ladda upp en bild av detta fornminne |
| By 158:5                           | Hög                         |              | By, Värmland        |       | 59.104888, 12.891353 | 10305501580005 | Ladda upp en bild av detta fornminne |
| By 158:6                           | Hög                         |              | By, Värmland        |       | 59.105011, 12.891244 | 10305501580006 | Ladda upp en bild av detta fornminne |
| By 159:1                           | Hög                         |              | By, Värmland        |       | 59.105725, 12.893649 | 10305501590001 | Ladda upp en bild av detta fornminne |
| By 159:2                           | Hög                         |              | By, Värmland        |       | 59.105758, 12.893445 | 10305501590002 | Ladda upp en bild av detta fornminne |
| By 159:3                           | Hög                         |              | By, Värmland        |       | 59.105726, 12.893301 | 10305501590003 | Ladda upp en bild av detta fornminne |
| By 161:1                           | Stensättning                |              | By, Värmland        |       | 59.087126, 12.912191 | 10305501610001 | Ladda upp en bild av detta fornminne |
| By 162:1                           | Stensättning                |              | By, Värmland        |       | 59.087758, 12.916377 | 10305501620001 | Ladda upp en bild av detta fornminne |
| Ringberget (By 184:1)              | Fornborg                    |              | By, Värmland        |       | 59.176621, 12.905262 | 10305501840001 | Ladda upp en bild av detta fornminne |
| By 187:1                           | Stensättning                |              | By, Värmland        |       | 59.173810, 12.923475 | 10305501870001 | Ladda upp en bild av detta fornminne |
| By 190:1                           | Stensättning                |              | By, Värmland        |       | 59.169032, 12.930892 | 10305501900001 | Ladda upp en bild av detta fornminne |
| By 191:1                           | Stensättning                |              | By, Värmland        |       | 59.160322, 12.935010 | 10305501910001 | Ladda upp en bild av detta fornminne |
| By 192:1                           | Stensättning                |              | By, Värmland        |       | 59.168415, 12.954485 | 10305501920001 | Ladda upp en bild av detta fornminne |
| By 192:2                           | Stensättning                |              | By, Värmland        |       | 59.168399, 12.954343 | 10305501920002 | Ladda upp en bild av detta fornminne |
| Sundsbergskerud (By 196:1)         | Lägenhetsbebyggelse         |              | By, Värmland        |       | 59.157947, 12.930310 | 10305501960001 | Ladda upp en bild av detta fornminne |
| By 201:1                           | Stensättning                |              | By, Värmland        |       | 59.131822, 12.960443 | 10305502010001 | Ladda upp en bild av detta fornminne |
| By 204:1                           | Stensättning                |              | By, Värmland        |       | 59.166294, 12.913504 | 10305502040001 | Ladda upp en bild av detta fornminne |
| By 204:2                           | Stensättning                |              | By, Värmland        |       | 59.165975, 12.913190 | 10305502040002 | Ladda upp en bild av detta fornminne |
| By 205:1                           | Röse                        |              | By, Värmland        |       | 59.171793, 12.909739 | 10305502050001 | Ladda upp en bild av detta fornminne |
| By 206:1                           | Stensättning                |              | By, Värmland        |       | 59.166728, 12.916106 | 10305502060001 | Ladda upp en bild av detta fornminne |
| By 208:1                           | Hög                         |              | By, Värmland        |       | 59.106353, 12.896969 | 10305502080001 | Ladda upp en bild av detta fornminne |
| By 209:1                           | Gravfält                    |              | By, Värmland        |       | 59.106118, 12.895121 | 10305502090001 | Ladda upp en bild av detta fornminne |
| By 213:1                           | Stensättning                |              | By, Värmland        |       | 59.120148, 12.987496 | 10305502130001 | Ladda upp en bild av detta fornminne |
| By 214:1                           | Stensättning                |              | By, Värmland        |       | 59.118339, 12.992389 | 10305502140001 | Ladda upp en bild av detta fornminne |
| By 214:2                           | Stensättning                |              | By, Värmland        |       | 59.118228, 12.992124 | 10305502140002 | Ladda upp en bild av detta fornminne |
| By 214:3                           | Stensättning                |              | By, Värmland        |       | 59.118081, 12.991195 | 10305502140003 | Ladda upp en bild av detta fornminne |
| By 230:1                           | Stensättning                |              | By, Värmland        |       | 59.057714, 12.966889 | 10305502300001 | Ladda upp en bild av detta fornminne |
| By 246:1                           | Hällristning                |              | By, Värmland        |       | 59.083339, 12.947716 | 10305502460001 | Ladda upp en bild av detta fornminne |
| By 246:3                           | Hällristning                |              | By, Värmland        |       | 59.083281, 12.947783 | 10305502460003 | Ladda upp en bild av detta fornminne |
| By 246:4                           | Hällristning                |              | By, Värmland        |       | 59.083014, 12.947442 | 10305502460004 | Ladda upp en bild av detta fornminne |
| By 269:1                           | Stensättning                |              | By, Värmland        |       | 59.178785, 12.939286 | 10305502690001 | Ladda upp en bild av detta fornminne |
| By 269:2                           | Stensättning                |              | By, Värmland        |       | 59.178672, 12.939590 | 10305502690002 | Ladda upp en bild av detta fornminne |
| By 277:1                           | Stensättning                |              | By, Värmland        |       | 59.156821, 12.954919 | 10305502770001 | Ladda upp en bild av detta fornminne |
| By 279:1                           | Hög                         |              | By, Värmland        |       | 59.106526, 12.898119 | 10305502790001 | Ladda upp en bild av detta fornminne |
| By 280:1                           | Stensättning                |              | By, Värmland        |       | 59.059855, 12.900062 | 10305502800001 | Ladda upp en bild av detta fornminne |
| By 285:1                           | Stensättning                |              | By, Värmland        |       | 59.041317, 12.921462 | 10305502850001 | Ladda upp en bild av detta fornminne |
| By 286:1                           | Stensättning                |              | By, Värmland        |       | 59.042401, 12.923218 | 10305502860001 | Ladda upp en bild av detta fornminne |
| By 286:2                           | Stensättning                |              | By, Värmland        |       | 59.042299, 12.922966 | 10305502860002 | Ladda upp en bild av detta fornminne |
| By 293:1                           | Hällristning                |              | By, Värmland        |       | 59.127762, 12.946227 | 10305502930001 | Ladda upp en bild av detta fornminne |
| By 294:1                           | Stensättning                |              | By, Värmland        |       | 59.127340, 12.947136 | 10305502940001 | Ladda upp en bild av detta fornminne |
| By 295:1                           | Hällristning                |              | By, Värmland        |       | 59.085162, 12.970710 | 10305502950001 | Ladda upp en bild av detta fornminne |
| By 336                             | Hällristning                |              | By, Värmland        |       | 59.086181, 12.956824 | 12000000011025 | Ladda upp en bild av detta fornminne |
| By 337                             | Hällristning                |              | By, Värmland        |       | 59.085812, 12.956768 | 12000000011028 | Ladda upp en bild av detta fornminne |
| By 340                             | Stensättning                |              | By, Värmland        |       | 59.101114, 12.901241 | 12000000060607 | Ladda upp en bild av detta fornminne |
| By 341                             | Hög                         |              | By, Värmland        |       | 59.105062, 12.893843 | 12000000060608 | Ladda upp en bild av detta fornminne |
| By 342                             | Stensättning                |              | By, Värmland        |       | 59.105375, 12.894043 | 12000000060609 | Ladda upp en bild av detta fornminne |
| By 344                             | Stensättning                |              | By, Värmland        |       | 59.101396, 12.901419 | 12000000060611 | Ladda upp en bild av detta fornminne |
| By 345                             | Stensättning                |              | By, Värmland        |       | 59.100186, 12.893131 | 12000000060612 | Ladda upp en bild av detta fornminne |
| By 346                             | Stensättning                |              | By, Värmland        |       | 59.101235, 12.901332 | 12000000060613 | Ladda upp en bild av detta fornminne |
| By 347                             | Röse                        |              | By, Värmland        |       | 59.101025, 12.893445 | 12000000060614 | Ladda upp en bild av detta fornminne |
| By 348                             | Stensättning                |              | By, Värmland        |       | 59.104870, 12.894237 | 12000000060627 | Ladda upp en bild av detta fornminne |
| By 349                             | Stensättning                |              | By, Värmland        |       | 59.104915, 12.894326 | 12000000060628 | Ladda upp en bild av detta fornminne |
| By 353                             | Lägenhetsbebyggelse         |              | By, Värmland        |       | 59.105905, 12.896299 | 12000000060632 | Ladda upp en bild av detta fornminne |
| By 354                             | Hög                         |              | By, Värmland        |       | 59.100970, 12.890870 | 12000000060724 | Ladda upp en bild av detta fornminne |
| By 355                             | Stensättning                |              | By, Värmland        |       | 59.100510, 12.890994 | 12000000060725 | Ladda upp en bild av detta fornminne |
| By 360                             | Stensättning                |              | By, Värmland        |       | 59.101065, 12.891033 | 12000000060730 | Ladda upp en bild av detta fornminne |
| By 361                             | Gravhägnad                  |              | By, Värmland        |       | 59.101109, 12.891215 | 12000000060731 | Ladda upp en bild av detta fornminne |
| By 362                             | Husgrund, historisk tid     |              | By, Värmland        |       | 59.107783, 12.907431 | 12000000061668 | Ladda upp en bild av detta fornminne |
| By 364                             | Stensättning                |              | By, Värmland        |       | 59.099949, 12.891176 | 12000000061670 | Ladda upp en bild av detta fornminne |
| By 366                             | Hög                         |              | By, Värmland        |       | 59.108019, 12.907613 | 12000000061672 | Ladda upp en bild av detta fornminne |
| By 367                             | Husgrund, historisk tid     |              | By, Värmland        |       | 59.107032, 12.906796 | 12000000061673 | Ladda upp en bild av detta fornminne |
| By 368                             | Husgrund, historisk tid     |              | By, Värmland        |       | 59.109017, 12.908288 | 12000000061674 | Ladda upp en bild av detta fornminne |
| By 369                             | Husgrund, historisk tid     |              | By, Värmland        |       | 59.108021, 12.908067 | 12000000061675 | Ladda upp en bild av detta fornminne |
| By 371                             | Stensättning                |              | By, Värmland        |       | 59.080832, 12.924881 | 12000000066203 | Ladda upp en bild av detta fornminne |
| By 372                             | Hällristning                |              | By, Värmland        |       | 59.079798, 12.933400 | 12000000070689 | Ladda upp en bild av detta fornminne |
| By 375                             | Stensättning                |              | By, Värmland        |       | 59.118922, 12.932606 | 12000000078780 | Ladda upp en bild av detta fornminne |
| By 376                             | Lägenhetsbebyggelse         |              | By, Värmland        |       | 59.121581, 12.933913 | 12000000078781 | Ladda upp en bild av detta fornminne |
| By 378                             | Stensättning                |              | By, Värmland        |       | 59.119362, 12.932805 | 12000000105537 | Ladda upp en bild av detta fornminne |
| By 379                             | Hällristning                |              | By, Värmland        |       | 59.077361, 12.940242 | 12000000106540 | Ladda upp en bild av detta fornminne |
| Trädgårdstorp (By 380)             | Lägenhetsbebyggelse         |              | By, Värmland        |       | 59.121626, 12.938187 | 12000000122197 | Ladda upp en bild av detta fornminne |
| Bro 193:1                          | Röse                        |              | By, Värmland        |       | 59.192057, 12.951760 | 10212401930001 | Ladda upp en bild av detta fornminne |